# Wilhelm VIII Heski
Wilhelm VIII Heski  (ur. 10 marca 1682 w Kassel; zm. 1 lutego 1760 w Rinteln) — władca (landgraf) niemieckiego państwa Hesja-Kassel w latach 1751–1760.

## Życiorys
Wilhelm de facto sprawował władzę o wiele dłużej, gdyż już w latach 1730–1751 zastępował oficjalnie panującego landgrafa (w latach 1730–1751), swojego starszego brata Fryderyka I, który jako król Szwecji (od 1720 roku) musiał przebywać w Sztokholmie.
Ojcem Fryderyka I i Wilhelma VIII był panujący w latach 1670–1730 landgraf Karol I Heski.
Był przyjacielem zarówno króla pruskiego Fryderyka II, jak i elektora bawarskiego Karola Alberta. W wojnie o sukcesję austriacką poparł roszczenia tego ostatniego w walce o koronę cesarską. Wysłał korpus ekspedycyjny w sile 3000 żołnierzy. Po koronacji elektora na cesarza 12 lutego 1742 roku we Frankfurcie nad Menem otrzymał gwarancję ochrony i obiecano mu głos elektorski podczas sejmu Rzeszy.
Gdy w 1756 roku wybuchła wojna siedmioletnia Wilhelm poparł Prusy i Wielką Brytanię. Księstwo Hesji-Kassel stało się też polem bitwy i jej terytorium było kilkakrotnie okupowane przez Francję.
Jego jedyny syn i sukcesor Fryderyk został w roku 1749 katolikiem, co spowodowało antykatolickie zarządzenia w landgrafstwie (1754), by utrzymać kalwinizm jako dominujące wyznanie w państwie, a księstwo Hanau wydzielono dla syna Fryderyka, Wilhelma.
Podczas swych rządów Wilhelm rozpoczął (1753) budowę pałacu Wilhelmsthal i kolekcjonowanie obrazów m.in. prac Rembrandta i Rubensa. Był to zaczątek dzisiejszej wielkiej kolekcji malarskiej.

## Małżeństwo i rodzina
Wilhelm VIII poślubił 27 września 1717 roku w Zeitz Dorotę Wilhelminę (1691-1743), córkę Maurycego Wilhelma, księcia von Sachsen-Zeitz. Mieli troje dzieci:
- Karola (1718-1719),
- Fryderyka (1720-1785),
- Marię Amalię (1721-1744).

W 1723 został kawalerem Orderu Orła Białego.